# Старовороб'ївська сільська рада
Старовороб'ївська сільська рада (Старо-Вороб'ївська сільська рада) — колишня адміністративно-територіальна одиниця та орган місцевого самоврядування у Базарському і Малинському районах Коростенської і Волинської округ, Київської та Житомирської областей Української РСР та України з адміністративним центром у с. Старі Вороб'ї.

## Населені пункти
Сільській раді були підпорядковані населені пункти:
- с. Старі Вороб'ї
- с. Студень
- с. Першотравневе

## Населення
Кількість населення ради станом на 1923 рік становила 1 229 осіб, кількість дворів — 259.
Станом на 5 грудня 2001 року, відповідно до перепису населення України, кількість мешканців сільської ради становила 255 осіб.

## Склад ради
Рада складалася з 12 депутатів та голови.

### Керівний склад сільської ради
| ПІБ                         | Основні відомості                                                         | Дата обрання | Дата звільнення |
| --------------------------- | ------------------------------------------------------------------------- | ------------ | --------------- |
| Дубас Володимир Миколайович | Сільський голова, 1956 року народження, освіта, безпартійний              | 26.03.2006   | 31.10.2010      |
| Дубас Володимир Миколайович | Сільський голова, 1956 року народження, освіта вища, безпартійний         | 31.10.2010   | 22.01.2012      |
| Дубас Людмила Іванівна      | Сільський голова, 1972 року народження, освіта вища, член Партії регіонів | 22.01.2012   |                 |

Примітка: таблиця складена за даними джерела

## Історія
Створена 1923 року в с. Старі Вороб'ї Нововороб'ївської волості Овруцького повіту Волинської губернії. Станом на 1 жовтня 1941 року в підпорядкуванні ради значилися поселення Крупської та 1-го Травня (Першотравневий).
Станом на 1 вересня 1946 року сільська рада входила до складу Малинського району Житомирської області, на обліку в раді перебували с. Старі Вороб'ї та хутори Крупської (Крупське) і Першотравневий (Першотравневе).
11 серпня 1954 року, відповідно до указу Президії Верховної ради Української РСР «Про укрупнення сільських рад по Житомирській області», сільську раду ліквідовано, територію та населені пункти ради передано до складу Нововороб'ївської сільської ради Малинського району. Відновлена 5 березня 1959 року в зв'язку з перенесенням адміністративного центру Новогутянської сільської ради до с. Старі Вороб'ї з відповідним перейменуванням ради. Ліквідована 14 березня 1960 року, відповідно до рішення Житомирського облвиконкому № 227 «Про зміни в адміністративно-територіальному поділі сільських рад Малинського р-н.»; села Крупське, Першотравневе, Старі Вороб'ї передані до складу Нововороб'ївської сільської ради, села Мар'їн Підварок, Нова Гута і Стара Гута — до складу Рутвянської сільської ради Малинського району. Відновлена 21 серпня 1989 року, відповідно до рішення Житомирського облвиконкому № 212 «Про деякі питання адміністративно-територіального устрою», в складі сіл Крупське (згодом — Студень), Першотравневе та Старі Вороб'ї Будо-Вороб'ївської сільської ради Малинського району.
Виключена з облікових даних 17 липня 2020 року. Територію та населені пункти ради, відповідно до розпорядження Кабінету Міністрів України № 711-р від 12 червня 2020 року «Про визначення адміністративних центрів та затвердження територій територіальних громад Житомирської області», включено до складу Малинської міської територіальної громади Коростенського району Житомирської області.
Входила до складу Базарського (7.03.1923 р.) та Малинського (2.03.1927 р., 5.03.1959 р., 21.08.1989 р.) районів.